# Вибори до Сенату США 2018
Вибори до Сенату США в 2018 році — вибори до верхньої палати Конгресу Сполучених Штатів Америки, які відбулися 6 листопада 2018 року, в ході яких розподіляються 33 місця зі 100. У той же день проводилися й інші вибори, в тому числі вибори до палати представників Конгресу США, а також вибори губернаторів (у 39 штатах).

## Загальні відомості
Переобираються сенатори 1 класу — від штатів Аризона, Каліфорнія, Коннектикут, Делавер, Флорида, Гаваї, Мен, Меріленд, Массатчусетс, Мічиган, Міннесота (2 місця), Міссісіпі (2 місця), Міссурі, Монтана, Небраска, Невада, Нью-Джерсі, Нью-Мексико, Нью-Йорк, Північна Дакота, Огайо, Пенсильванія, Род-Айленд, Теннессі, Техас, Юта, Вермонт, Вірджинія, Вашингтон, Західна Вірджинія, Вісконсин, Вайомінг.
З них одні вибори в Міннесоті і одні вибори в Міссісіпі є спеціальними через відставки двох сенаторів Теда Кокрана від Міссісіпі за станом здоров'я і Ела Франкена через звинувачення в сексуальних домаганнях.
З 2014 року більшість у Сенаті 114-те скликання Конгресу (3 січня 2015 — 3 січня 2017) належало Республіканській партії — 54 місця зі 100. Серед сенаторів 1 класу було 24 представників демократичної партії, 2 незалежних, і 7 — республіканської.

## Результати
| Штат                            | Діючий сенатор      | Партія | Переможець виборів |
| ------------------------------- | ------------------- | ------ | ------------------ |
| Аризона                         | Джефф Флейк         | Р      | Кірстен Сінема     |
| Каліфорнія                      | Даян Файнстайн      | Д      | Переобрана         |
| Коннектикут                     | Кріс Мерфі          | Д      | Переобраний        |
| Делавер                         | Томас Карпер        | Д      | Переобраний        |
| Флорида                         | Білл Нельсон        | Д      | Рік Скотт (Р)      |
| Гаваї                           | Мейзі Хіроно        | Д      | Переобрана         |
| Індіана                         | Джо Доннеллі        | Д      | Майк Браун (Р)     |
| Мен                             | Ангус Кінг          | Н      | Переобраний        |
| Меріленд                        | Бен Кардін          | Д      | Переобраний        |
| Массачусетс                     | Елізабет Воррен     | Д      | Переобрана         |
| Мічиган                         | Деббі Стабеноу      | Д      | Переобрана         |
| Міннесота                       | Емі Клобушар        | Д      | Переобрана         |
| Міннесота (спеціальні довибори) | Тіна Сміт           | Д      | Переобрана         |
| Міссісіпі                       | Роджер Вікер        | Р      | Переобраний        |
| Міссісіпі (спеціальні довибори) | Сінді Гайд-Сміт     | Р      | Переобрана         |
| Міссурі                         | Клер Маккаскілл     | Д      | Джош Хоулі (Р)     |
| Монтана                         | Джон Тестер         | Д      | Переобраний        |
| Небраска                        | Деб Фішер           | Р      | Переобрана         |
| Невада                          | Дін Хеллер          | Р      | Джекі Роузен (Д)   |
| Нью-Джерсі                      | Боб Менендес        | Д      | Переобраний        |
| Нью-Мексико                     | Мартін Генріх       | Д      | Переобраний        |
| Нью-Йорк                        | Кірстен Джіллібранд | Д      | Переобрана         |
| Північна Дакота                 | Гайді Гайткемп      | Д      | Кевін Крамер (Р)   |
| Огайо                           | Шеррод Браун        | Д      | Переобраний        |
| Пенсильванія                    | Боб Кейсі-молодший  | Д      | Переобраний        |
| Род-Айленд                      | Шелдон Вайтхаус     | Д      | Переобраний        |
| Теннессі                        | Боб Коркер          | Р      | Марша Блекберн (Р) |
| Техас                           | Тед Круз            | Р      | Переобраний        |
| Юта                             | Оррін Гетч          | Р      | Мітт Ромні (Р)     |
| Вермонт                         | Берні Сандерс       | Н      | Переобраний        |
| Вірджинія                       | Тім Кейн            | Д      | Переобраний        |
| Вашингтон                       | Марія Кантвелл      | Д      | Переобрана         |
| Західна Вірджинія               | Джо Менчін          | Д      | Переобраний        |
| Вісконсин                       | Теммі Болдвін       | Д      | Переобрана         |
| Вайомінг                        | Джон Баррассо       | Р      | Переобраний        |